# Godewaersvelde British Cemetery
Le cimetière « Godewaersvelde British Cemetery », ou cimetière militaire des Anglais, est un cimetière de la Première Guerre mondiale situé à Godewaersvelde (Nord).

## Victimes
| Pays             | Victimes |
| ---------------- | -------- |
| Royaume-Uni      | 895      |
| Canada           | 5        |
| Australie        | 65       |
| Nouvelle-Zélande | 2        |
| Afrique du Sud   | 2        |
| Inde             | 3        |
| Allemagne        | 13       |
| Total            | 991      |